# Theridion pulanense
Theridion pulanense är en spindelart som beskrevs av Hu 200. Theridion pulanense ingår i släktet Theridion och familjen klotspindlar. Inga underarter finns listade i Catalogue of Life.